# 朱同鉻
封丘僖順王朱同鉻（1488年2月14日—1524年12月31日），明朝周藩第三代封丘王，封丘溫和王朱子堼的庶第五子，生母夫人梁氏。

## 生平
弘治元年閏正月二日（1488年2月14日）生。弘治五年（1492年）五月，獲賜名同鉻。後封鎮國將軍。正德七年（1512年）閏五月，襲封封丘王。
嘉靖三年十二月七日（1524年12月31日），朱同鉻去世，享年三十七歲，諡號僖順。三年後，嫡次子朱安湜襲爵。

## 家庭

### 妻
- 劉氏，中城兵馬副指揮劉瓚女，正德十年（1515年）九月冊為封丘王妃

### 子
- 嫡長子：夭折
- 嫡次子：封丘端惠王朱安湜
- 嫡三子：朱安汀
- 嫡四子：朱安澂
- 嫡五子：朱安泖
- 嫡六子

### 女
共三女，皆嫡出

## 墓誌
嘉靖五年七月十九日（1526年8月26日），朱同鉻葬於開封城南四十里小黄河北。墓誌為李夢陽撰寫，收於《空同集》中。

封丘僖順王墓誌銘

僖順王者，封丘温和王子也。温和父曰康懿王，康懿父曰周定王，周定父是為太祖高皇帝。初，温和年四十餘，無子，憂之。時先大夫為王教授，王問教授：“何以能子？”先大夫對曰：“仁者必後。”於是，温和戒嚴刻、務寬惠、削謀計、斷酒省慾，已而連生四子。僖順其四也，獨肖其父。父虬髯，乃諸兄不虬髯，獨僖順虬髯。先大夫退而私謂人曰：“王之傳四鎮國乎？吾奇其貌。”已而，長男夭，二、三以花生廢，而僖順果王。王諱同鉻，母梁夫人也。以弘治元年閏正月二日生，生二十三年為王。王十四年，是為嘉靖三年十二月七日而王薨，年三十有七耳。訃聞，今皇帝驚悼，遣祭、議謚、營塟。乃嘉靖五年七月十有九日，葬汴城南四十里小黄河北，實行人邊彦駱奉勑經營之者。王為人英雄，有才畧，然心恒，上人業，豢僮媵，徵聲樂，交豪貴，結勢權，收置木石，將大治宮室，未竟而殂。初，王好夜宴，鐘鼓管籥，闐喧徹宵，雞鳴月墜，香粉銷落，舄履雜糅，而其興愈酣。或勸焉，王弗之從也，竟以此殂。妃劉氏。六子三女，皆嫡出：長子先卒；次安湜，襲其爵；次安汀；次安澂；次安泖；餘未名也。銘曰：

大明建侯，同姓者王。强支碁布，周則蕃昌。封丘三傳，僖順逾揚。御下以嚴，賓友用禮。内獲賢助，外有任使。温和捐舘，廩無餘米。庫鮮剩錢，朱殿蕪圮。僖順承之，蹶然而起。錦箏寳瑟，玉斚珠履。享厚中奪，斯也常理。三世並庶，今嗣則嫡。國祚無疆，襲繼綿逖。生氣是乘，而祉永錫。